# Alexandre Marius Dées de Sterio
Alexandre Marius Dées de Sterio, né le 21 avril 1944 à Königsberg et mort le 11 octobre 2006 à Zoufftgen, est un docteur et professeur luxembourgeois.

## Biographie
Fils de Alexandre Leonidas Simon Reinhardt Edler de Dées, « Baron de Sterio », et Marthe Flies, Alexandre est issu d'une famille aristocrate hongroise. Son père avait fait des études d’agronomie mais ne put jamais exercer ce métier, les territoires appartenant à sa famille ayant été envahis par les communistes. Apatride durant de longues années, c'est au Luxembourg (pays dans lequel il arriva en 1945) qu'il grandit avec sa grand-mère. Il fut élève à l'Athénée Grand-Ducal et ensuite, au Lycée des garçons dans le quartier de Limpertsberg. À Paris, Alexandre Marius Dées de Sterio intégra l'École supérieure de journalisme puis, l'École des Hautes Études Internationales. Il obtint un premier doctorat en sociologie à l'École Pratique des Hautes Études traitant de l'histoire juive du temps de l'Union Soviétique et son doctorat d’État à l’université de Strasbourg sur l’écrivain allemand Wolfgang Borchert. Pendant ses années d’études à Paris il fut correspondant du journal luxembourgeois Tageblatt. Il enseigna ensuite la littérature germanique à l'université de Düsseldorf et à l'université de Strasbourg en plus des cours de journalisme et de communication en Sciences de l'Information et de la Communication à l'université de Metz. Il travailla en outre pour le Ministère des Affaires étrangères français où il s'affaira à la création et l'approfondissement du bureau de coopération franco-allemande à Mayence en Allemagne.
Alexandre Marius Dées de Sterio fut et demeure un fervent défenseur de la laïcité et l'humanisme.  Wolfgang Borchert était son romancier préféré. Dans sa jeunesse, Alexandre Marius Dées de Sterio fonda l’Union Radicale Humaniste et Laïque. Il fut aussi membre de l’Union Internationale Humaniste et Laïque qu’il représenta au Conseil de l’Europe durant plus de 20 ans. Pendant ses études à la Sorbonne, il fut membre du bureau de presse. Plus tard, il collabora occasionnellement à radio 100,7 au Luxembourg.
Aux alentours de mai 1968, il intégra le Clan des Jeunes avec Toto Mergen, Nachfolger von Robert Goebbels, Mitglied des Komitees de l'Association générale des étudiants luxembourgeois. Il se mobilisa dans les rues de Paris, parmi les premières barricades du mouvement. D'ailleurs, lors de la 62e célébration de l'Union luxembourgeoise, Alexandre Marius Dées de Sterio a été invité à prendre la parole. Toujours en faveur de la libre pensée, il se forgea en tant qu'humaniste et franc-maçon.
Le 11 octobre 2006 à 11h45, une collision entre un train de voyageurs luxembourgeois et un train de marchandises français (SNCF), sur la ligne Thionville-Luxembourg coûta la vie à Alexandre Marius Dées de Sterio. Il laissa derrière lui son épouse Marie-Anne Mersch, fille de l'athlète et éditeur François Mersch, avec laquelle il a eu deux filles, Aurélie et Eléonore Dées de Sterio, "Baronnes de Sterio".

## Publications
- (en) Alexander Sterio, La franc-maçonnerie au Luxembourg, Paris, Ed. maçonniques de France, 1998 (ISBN 978-2-903846-44-2 et 978-2903846442)

## Hommages
- J. Walter (Dir.), Humanisme et tolérance. Hommage à Alexandre Marius Dées de Sterio (1945-2006), Éditions Universitaires de Lorraine, 2013.
- Joseph Lorent : Eine durch und durch liberal-tolerante Natur. Luxemburger Wort, 14. octobre 2006. S. 22.